# Савранська селищна рада
Савра́нська се́лищна ра́да — орган місцевого самоврядування Савранської селищної громади у Подільському районі Одеської області.

## Склад ради
- Секретар селищної ради, виконуючий обов’язки селищного голови: Олег Миколайович Жирун
- Рада складається з 26 депутатів

#### Депутати Савранської селищної ради VІІІ скликання
| № п/п | П.І.П.                               | Партійність        | Місце роботи                                      |
| 1     | Асауляк Тетяна Петрівна              | безпартійний       | Фізична особа-підприємець ТОВ «Асауляк»           |
| 2     | Бережок Сергій Анатолійович          | безпартійний       | ПП «Бережок»                                      |
| 3     | Білоус Віктор Григорович             | безпартійний       | Фермерське господарство «Білоус В.Г.»             |
| 4     | Бондаренко Вадим Валерійович         | безпартійний       | Північний центр професійної освіти                |
| 5     | Бондарчук Володимир Ростиславович    | безпартійний       | ТОВ Агропромисловий комплекс «Саврань»            |
| 6     | Бондар Іван Григорович               | ПП «Довіряй ділам» | ТОВ «Легітайм»                                    |
| 7     | Бринза Олександр Юрійович            | безпартійний       | Кам’янський навчально-виховний комплекс           |
| 8     | Буманська Ольга Олексіївна           | безпартійний       | Фельдшерсько-акушерський пункт                    |
| 9     | Волошин Олександр Анатолійович       | безпартійний       | Фермерське господарство «Вогас»                   |
| 10    | Герасимішина Світлана Володимирівна  | безпартійний       | Савранська селищна рада                           |
| 11    | Коровенко Віктор Володимирович       | безпартійний       | Фермерське Господарство «Коровенко»               |
| 12    | Мартиновський Григорій Васильович    | безпартійний       | тимчасово не працює                               |
| 13    | Мельничук Віталій Михайлович         | безпартійний       | ФОП «Мельничук В.М.»                              |
| 14    | Населенко Євген Олександрович        | безпартійний       | ТОВ «Спец Авто Діагностика»                       |
| 15    | Паламарчук Олександр Миколайович     | безпартійний       | Товариство з обмеженою відповідальністю «Кірова»  |
| 16    | Починок Алла Вікторівна              | безпартійний       | Аптека «Вікторія»                                 |
| 17    | Прокопенко Дмитро Олексійович        | ПП «ЄС»            | Савранська дитячо-юнацька спортивна школа «Олімп» |
| 18    | Пуга Оксана Леонідівна               | безпартійний       | ФОП Пуга О.Л.                                     |
| 19    | Самойлюк Валерій Васильович          | безпартійний       | фізична особа підприємець                         |
| 20    | Сливка Віктор Миколайович            | безпартійний       | Фермерське Господарство «Відродження СВМ»         |
| 21    | Таранюк Сергій Вікторович            | ВО «Батьківщина»   | тимчасово не працює                               |
| 22    | Терлецький Микола Володимирович      | безпартійний       | тимчасово не працює                               |
| 23    | Фіник Володимир Іванович             | безпартійний       | ТОВ «Нива»                                        |
| 24    | Хапатнюковський Олександр Вікторович | ВО «Батьківщина»   | тимчасово не працює                               |
| 25    | Чумак Людмила Олексіївна             | безпартійний       | тимчасово не працює                               |
| 26    | Шевченко Олександр Віталійович       | безпартійний       | фізична особа-підприємець                         |